# Гордеевы
Гордеевы  — древние дворянские роды.
Фамилия берёт своё начало от Симео́н Иоа́нновича прозвище Го́рдый, в постриге Созонт (1317 — 1353) — князь Московский и великий князь Владимирский с 1340 по 1353, князь Новгородский с 1346 по 1353. Старший сын великого князя Ивана Калиты и его первой супруги княгини Елены.

## История рода
Известны два старинных дворянских рода Гордеевых.
1. Потомки Лаврентия Васильевича Гордеева, владевшего поместьями в Деревской пятине во 2-й половине XVII века. Потомство его внука, Емельяна Афанасьевича Гордеева, записано в VI часть родословных книг Тверской, Тульской и Московской губерний.
2. Родоначальник, Лука Андреевич Гордеев, жалован поместным окладом (1624). Род записан в VI часть родословной книги Новгородской губернии. Герб внесён в VII часть «Общего Гербовника дворянских родов Всероссийской империи» (стр. 61).

Род также внесён в VI часть родословной книги Рязанской губернии.
Остальные десять родов Гордеевых позднейшего происхождения.
В бою на Судьбищах погиб Дмитрий Гордеев (июль 1555), его имя записано в синодик московского Архангельского собора на вечное поминовение. Иван Фёдорович владел поместьем в Медынском уезде (1586), Яков Никитич в Орловском уезде (1594).
Иван Никитич владел поместьем в Нижегородском уезде (1613), там же владел поместьем сын боярский Никита Александрович (1656). Лев Иванович вёрстан новичным окладом по Воронежу (1632). Лаврентий Гордеев владел поместьями в Деревской пятине (1663), там же владели поместьями его сыновья, из коих потомство Афанасия Лаврентьевича внесено в родословную книгу Московской, Тверской и Тульской губерний. Подьячий Степан Гордеев ездил посланником в Крым (1683).
Двое представителей рода владели населёнными имениями (1699).

## Описание герба
Щит разделен  крестообразно на четыре части. В первой части, в красном поле, на серебряной луне, рогами обращенной вверх, изображен белый флаг. Во второй части, в золотом поле, чёрный якорь (польский герб Котвица). В третьей части, на серебряном поле, изображено красное сердце, пронзенное стрелой (польский герб Пржияцель). В четвёртой части в голубом поле крестообразно означены два знамени и копье, имеющие золотые древки, а посредине — меч, положенный горизонтально. Щит увенчан дворянским шлемом и короной, на поверхности которой видны два орлиных крыла, а между ними — выходящий единорог. Намёт на щите голубой, подложенный серебром.

## Известные представители
- Гордеев Дементий — ростовский окладчик (1629-1631).
- Гордеев Максим Романович — московский дворянин (1658-1668), походный московский дворянин царицы Натальи Кирилловны (1676-1677).
- Гордеев Пётр Родионович — стряпчий (1692)[3].
- Горде́ев Андрей Андреевич - военный историк (1886 - 1977).